# گلایول واتسونیوس
گلایول واتسونیوس(نام علمی: Gladiolus watsonius) نام یک گونه از سرده گلایول است.